# Extremidades del caballo

Anatomía esquelética de un caballo

Las extremidades del caballo son estructuras compuestas por decenas de huesos, articulaciones, músculos, tendónes y ligamentos que soportan el peso del cuerpo equino. Incluyen tres aparatos: el aparato suspensorio, que soporta gran parte del peso, evita la hiperextensión de la articulación y absorbe impactos; el aparato de sostén, que bloquea las principales articulaciones de las extremidades, permitiendo al caballo permanecer de pie mientras está relajado o dormido; y el aparato recíproco, que hace que el corvejón siga los movimientos de la rodilla. Las extremidades desempeñan un papel fundamental en el movimiento del caballo, con las patas cumpliendo las funciones de absorber impactos, soportar peso y proporcionar empuje. En general, la mayor parte del peso es soportada por las patas delanteras, mientras que las traseras proporcionan propulsión. Los cascos también son estructuras importantes, ya que ofrecen soporte, tracción y absorción de impactos, y contienen estructuras que facilitan el flujo sanguíneo a través de la parte inferior de la pata. A medida que el caballo evolucionó como un animal cursorial, con un mecanismo de defensa principal basado en correr sobre terreno duro, sus patas evolucionaron hacia la forma larga, robusta, ligera y de un solo dedo que se observa hoy en día.
Una buena conformación en las extremidades mejora el movimiento y reduce la probabilidad de lesiones. Se pueden encontrar grandes diferencias en la estructura y tamaño óseo en caballos utilizados para diferentes actividades, pero la conformación correcta sigue siendo relativamente similar en todo el espectro. Los defectos estructurales, así como otros problemas como lesiones e infecciones, pueden causar claudicación, o movimiento con una marcha anormal. Las lesiones y problemas en las patas del caballo pueden ser relativamente leves, como la acumulación de líquido, que causa hinchazón sin claudicación, o bastante graves. Incluso las lesiones en las patas que no son inmediatamente fatales pueden seguir siendo una amenaza para la vida de los caballos, ya que sus cuerpos están adaptados para soportar peso en las cuatro patas, y pueden surgir problemas graves si esto no es posible.

## Anatomía de las extremidades

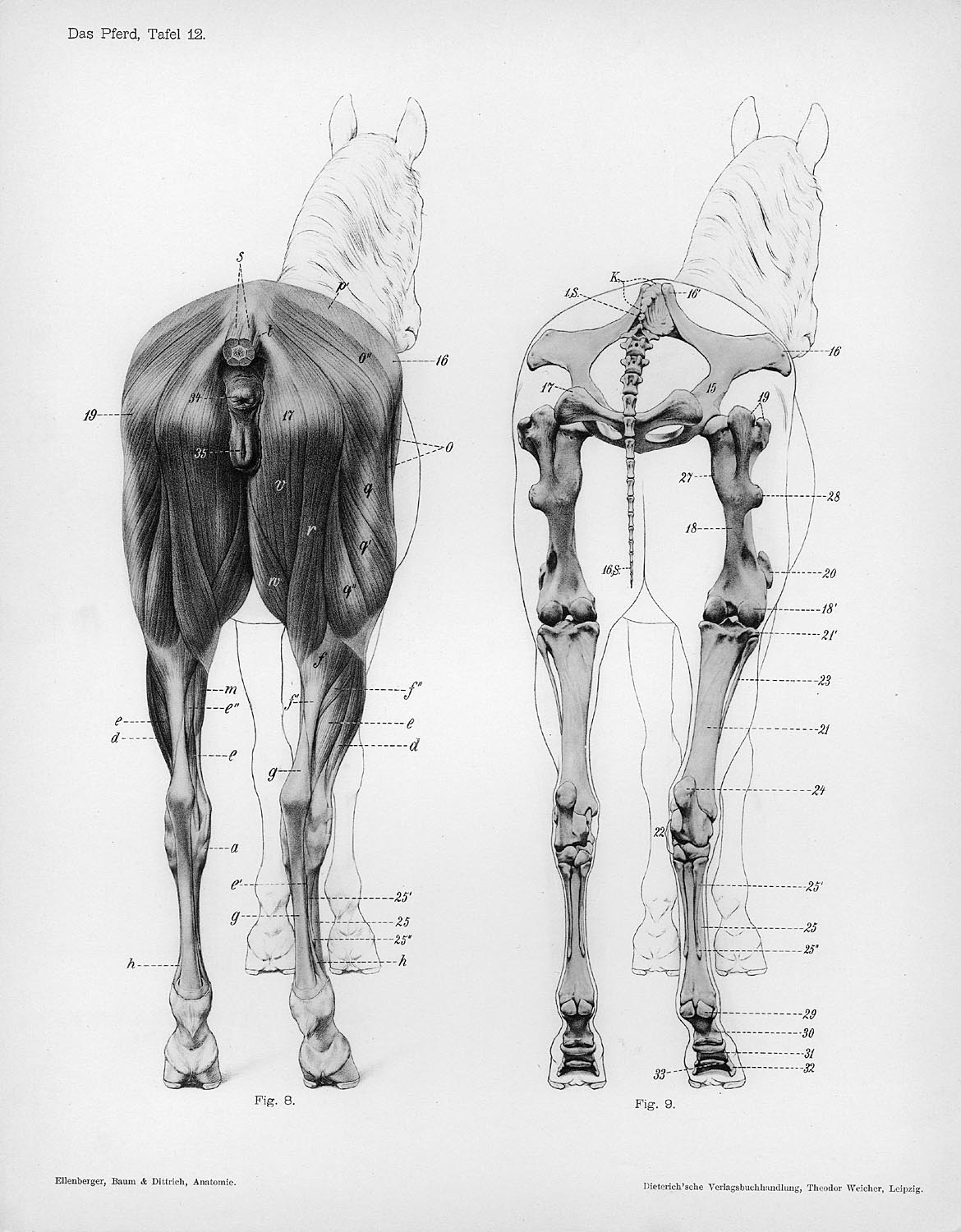
Anatomía de la extremidad trasera

Los caballos son ungulados de dedos impares, o miembros del orden Perissodactyla. Este orden también incluye las especies existentes de rinocerontes y tapires, y muchas familias y especies extintas. Los miembros de este orden caminan sobre uno o tres dedos (como los caballos, rinocerontes y tapires). Esto contrasta con los ungulados de dedos pares, miembros del orden Artiodactyla, que caminan sobre pezuñas hendidas, o dos dedos. Este orden incluye muchas especies asociadas con el ganado, como ovejas, cabras, cerdos, vacas y camellos, así como especies de jirafas, antílopes y ciervos.
Según la teoría de la evolución, las pezuñas y patas de los equinos han evolucionado durante millones de años hasta alcanzar la forma que presentan hoy. Los antepasados originales de los caballos tenían patas más cortas, que terminaban en pies de cinco dedos. Con el paso de los milenios, una sola pezuña dura evolucionó a partir del dedo medio, mientras que los otros dedos desaparecieron gradualmente en los diminutos vestigios que se encuentran hoy en los huesos de la parte inferior de la pata. Las especies equinas de las praderas desarrollaron pezuñas y patas más largas que eran a la vez robustas y ligeras para ayudarles a evadir depredadores y cubrir distancias más largas en busca de alimento. Las especies que habitaban en bosques conservaron patas más cortas y tres dedos, lo que les ayudaba en terrenos más blandos. Hace aproximadamente 35 millones de años, una caída global en la temperatura provocó un cambio importante en el hábitat, pasando de muchos bosques a pastizales. Esto llevó a la extinción de las especies equinas que habitaban en los bosques, dejando finalmente al Equus de patas largas y un solo dedo, que incluye al caballo, como el Sole género sobreviviente de la familia Equidae.

### Patas

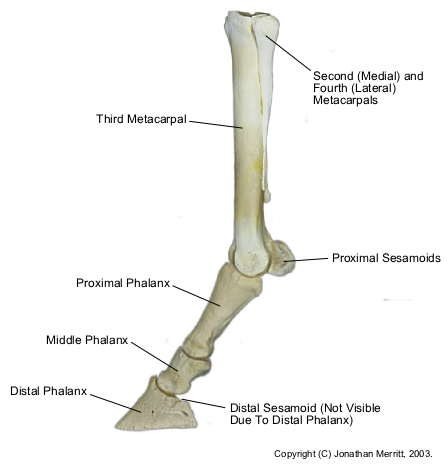
Esqueleto de la extremidad delantera inferior

Cada extremidad delantera del caballo va desde la escápula o paletilla hasta los terceros falanges (huesos del ataúd o pedal). Entre ellos se encuentran el húmero (brazo), la articulación del codo, el radio y el cúbito (antebrazo), los carpos (rodilla) y su articulación, el metacarpiano grande (caña), los metacarpianos pequeños (cañuelas), los sesamoideos, la articulación del menudillo, la primera falange (cuartilla larga), la articulación de la cuartilla, la segunda falange (cuartilla corta), el hueso navicular, la bursa navicular y la articulación del ataúd, visible externamente por la banda coronaria (coroneta).
Cada extremidad trasera del caballo va desde la pelvis hasta el hueso del ataúd. Después de la pelvis vienen el fémur (muslo), la rótula, la articulación de la rodilla, la tibia, el peroné, los tarsos (corvejón) y sus articulaciones, el metatarsiano grande (caña) y los metatarsianos pequeños (cañuelas). Por debajo de estos, la disposición de los huesos sesamoideos y falanges y las articulaciones es la misma que en las extremidades delanteras. Cuando el caballo está en movimiento, la articulación interfalángica distal (articulación del ataúd) soporta la mayor cantidad de tensiones de cualquier articulación del cuerpo, y puede verse significativamente afectada por las técnicas de recorte y herradura. Aunque tiene un rango de movimiento pequeño, la articulación interfalángica proximal (articulación de la cuartilla) también es influyente en el movimiento del caballo, y puede cambiar la forma en que diversas técnicas de herrado afectan los tendones y ligamentos en las patas. Debido al desarrollo del caballo como un animal cursorial (cuya principal forma de movimiento es correr), sus huesos evolucionaron para facilitar la velocidad en una dirección hacia adelante sobre terreno duro, sin la necesidad de agarrar, levantar o balancear. El cúbito se fusiona con el radio en la parte superior, y tiene una pequeña porción dentro de la articulación radiocarpiana (rodilla), que corresponde a la muñeca en humanos. Un cambio similar ocurrió en el hueso peroné de las extremidades traseras. Estos cambios se observaron por primera vez en el género Merychippus, hace aproximadamente 17 millones de años.
Los principales grupos musculares de la extremidad delantera incluyen los músculos de la cintura, los músculos del hombro y los músculos del antebrazo. Los músculos de la cintura conectan la extremidad delantera con el tronco, incluyendo los pectorales, el músculo dorsal ancho y los músculos serratos. La musculatura del hombro tiene un efecto estabilizador en la articulación, que es algo única por no tener ligamentos colaterales. El principal extensor del hombro es el músculo bíceps braquial, y el gran músculo tríceps extiende el codo, originándose en la escápula y el húmero e insertándose en la punta del codo. Los músculos extensores de la extremidad delantera son relativamente pequeños en comparación con los músculos flexores, que asisten en el soporte de peso y la locomoción.
En la extremidad trasera, los músculos glúteos, particularmente el glúteo medio grande, extienden la cadera, impulsando la extremidad hacia atrás. La extensión de la rodilla se logra a través del movimiento del grupo de músculos cuádriceps en la parte frontal del fémur, mientras que los músculos en la parte trasera de los cuartos traseros, llamados grupo de los músculos isquiotibiales, proporcionan el movimiento hacia adelante del cuerpo y la extensión trasera de las extremidades traseras. La extensión del corvejón se logra mediante el tendón de Aquiles, ubicado por encima del corvejón.
La articulación del menudillo está soportada por un grupo de ligamentos de la parte inferior de la pata conocidos como el aparato suspensorio. Este aparato soporta gran parte del peso del caballo, tanto al estar de pie como en movimiento, y evita que la articulación del menudillo se hiperextienda, especialmente cuando la articulación está soportando peso. Durante el movimiento, el aparato almacena y libera energía a manera de un resorte: se estira cuando la articulación está extendida y se contrae (liberando energía) cuando la articulación se flexiona. Esta capacidad para usar energía almacenada hace que los pasos de los caballos sean más eficientes que los de otros animales grandes, incluidos los bovinos. El aparato suspensorio consta del ligamento suspensorio, los huesos sesamoideos y los ligamentos sesamoideos distales.
Los caballos utilizan un grupo de ligamentos, tendones y músculos conocido como el aparato de sostén para «bloquear» las articulaciones principales de las extremidades, permitiéndoles permanecer de pie mientras están relajados o dormidos. La parte inferior del aparato de sostén consta del aparato suspensorio, que es el mismo en ambos conjuntos de extremidades, mientras que la porción superior difiere entre las extremidades delanteras y traseras. La porción superior del aparato de sostén en las extremidades delanteras consta del lacertus fibrosus, una extensión del músculo bíceps braquial, así como contribuciones del ligamento accesorio del tendón flexor digital profundo («ligamento de control»). La porción superior en las extremidades traseras consta principalmente del aparato recíproco del corvejón y la rodilla, con la capacidad de bloquear la rodilla en extensión mediante un estante en el fémur donde la rótula puede alojarse, formando un bucle con los ligamentos rotulianos medio y medial.

### Casco

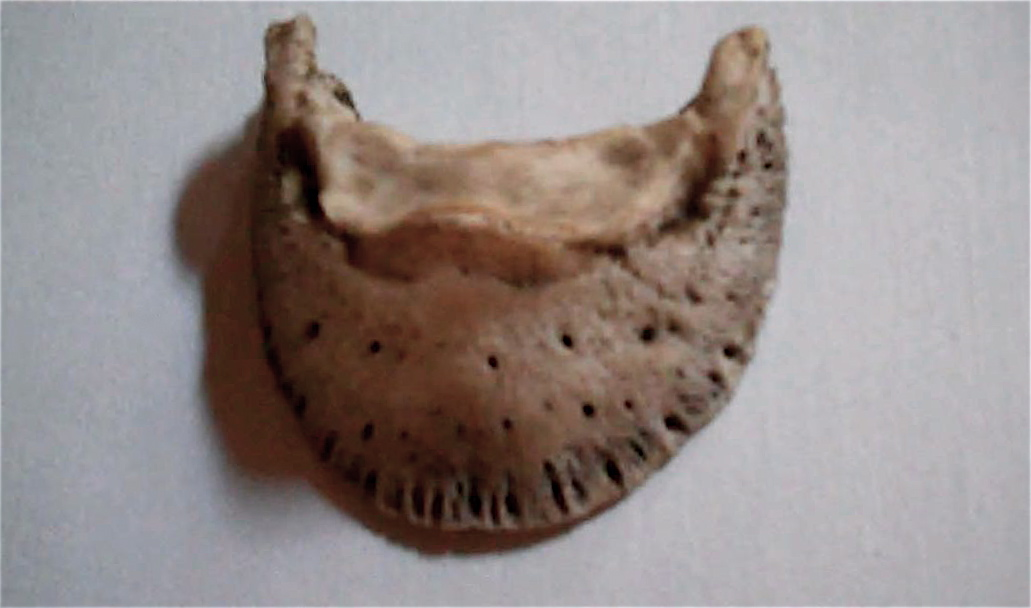
El hueso del ataúd

El casco del caballo contiene más de una docena de estructuras diferentes, incluyendo huesos, cartílagos, tendones y tejidos. El ataúd o hueso pedal es el hueso principal del casco, soportando la mayor parte del peso. Detrás del hueso del ataúd se encuentra el hueso navicular, amortiguado por la bursa navicular, un saco lleno de líquido.
El cojín digital es una estructura llena de vasos sanguíneos ubicada en la parte trasera del casco, que ayuda con el flujo sanguíneo a lo largo de la pata. En la parte superior de la pared del casco está el corion, un tejido que produce continuamente el cuerno de la pared externa del casco, que a su vez está protegido por el periople, una fina capa externa que evita que las estructuras internas se sequen. La pared está conectada al hueso del ataúd por uniones laminares, una capa flexible que ayuda a suspender y proteger el hueso del ataúd.
El tendón principal en el casco es el tendón flexor digital profundo, que se conecta a la parte inferior del hueso del ataúd. La zona de impacto en la parte inferior del casco incluye la suela, que tiene una capa externa insensible y una capa interna sensible, y la ranilla, que se encuentra entre los talones y ayuda en la absorción de impactos y el flujo sanguíneo.
Las estructuras finales son los cartílagos laterales, conectados al hueso del ataúd superior, que actúan como los talones flexibles, permitiendo la expansión del casco. Estas estructuras permiten que el casco realice muchas funciones. Actúa como un punto de soporte y tracción, absorbedor de impactos y sistema para bombear sangre de vuelta a través de la extremidad inferior.
Se teoriza que los restos de los dedos «perdidos» del caballo se encuentran en el casco.

## Movimiento

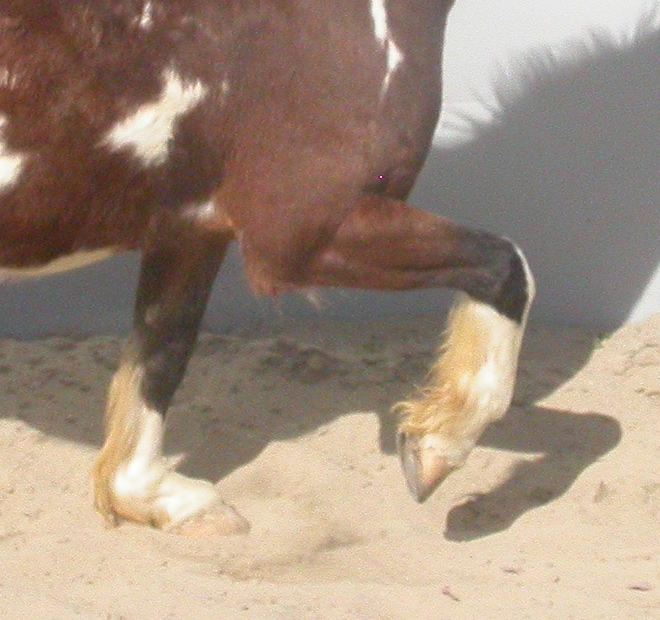
La cuartilla absorbiendo el impacto

Una secuencia de movimientos en la que un caballo da un paso con las cuatro patas se llama zancada. Durante cada paso, con cada pata, un caballo completa cuatro movimientos: la fase de balanceo, el contacto o impacto, el período de soporte y el empuje. Mientras el caballo usa músculos en todo su cuerpo para moverse, las patas realizan las funciones de absorber impactos, soportar peso y proporcionar empuje. Un buen movimiento es sólido, simétrico, recto, libre y coordinado, todo lo cual depende de muchos factores, incluyendo la conformación, la salud, el cuidado y el entrenamiento del caballo, y el terreno y la superficie. Las proporciones y la longitud de los huesos y músculos en las patas pueden impactar significativamente la forma en que un caballo individual se mueve. Los ángulos de ciertos huesos, especialmente en la pata trasera, los hombros y las cuartillas, también afectan el movimiento.
Las patas delanteras soportan la mayor parte del peso, generalmente alrededor del 60 por ciento, con porcentajes exactos dependiendo de la velocidad y la marcha. El movimiento añade fuerza de concusión al peso, aumentando la probabilidad de que una pata mal construida se doble bajo la tensión. En diferentes puntos del galope, todo el peso descansa sobre una pezuña delantera, luego todo sobre una pezuña trasera. En el deporte de la doma clásica, se anima a los caballos a desplazar más peso hacia sus cuartos traseros, lo que permite una ligereza del tren delantero y una mayor recogida. Mientras que las extremidades delanteras soportan el peso, las traseras proporcionan propulsión, debido al ángulo entre la rodilla y el corvejón. Este ángulo permite que las patas traseras se flexionen a medida que se aplica peso durante la zancada, luego se liberen como un resorte para crear un movimiento hacia adelante o hacia arriba. La propulsión se transmite al tren delantero a través de las estructuras del dorso, donde el tren delantero actúa para controlar la velocidad, el equilibrio y los giros. El rango de movimiento y la potencia de propulsión en los caballos varía significativamente, según la colocación de la inserción muscular en el hueso. Los músculos están unidos al hueso relativamente alto en el cuerpo, lo que resulta en que pequeñas diferencias en la inserción producen grandes diferencias en el movimiento. Un cambio de 0,5 pulgadas (1,3 cm) en la inserción muscular puede afectar el rango de movimiento en 3,5 pulgadas (8,9 cm) y la potencia de propulsión en un 20 por ciento.
«De la forma a la función» es un término utilizado en el mundo ecuestre para significar que la forma o estructura «correcta» de un caballo está determinada por la función para la que se utilizará. Las patas de un caballo utilizado para corte, en el que se requieren arranques, paradas y giros rápidos, serán más cortas y más robustas que las de un purasangre, donde la velocidad hacia adelante es lo más importante. Sin embargo, a pesar de las diferencias en la estructura ósea necesarias para diversos usos, la conformación correcta de la pata sigue siendo relativamente similar.

## Defectos estructurales
El caballo ideal tiene patas rectas, correctamente alineadas y simétricas. Los ángulos correctos de los 
huesos principales, articulaciones y tendones limpios y bien desarrollados, y cascos bien formados y proporcionados también son necesarios para una conformación ideal. «Sin patas, no hay caballo» y «sin casco, no hay caballo» son dichos comunes en el mundo equino. Los caballos individuales pueden tener defectos estructurales, algunos de los cuales conducen a un movimiento deficiente o claudicación. Aunque ciertos defectos y manchas pueden no causar directamente claudicación, a menudo pueden ejercer estrés sobre otras partes del cuerpo, lo que puede provocar claudicación o lesiones. La mala conformación y los defectos estructurales no siempre causan claudicación, sin embargo, como lo demostró el campeón caballo de carreras Seabiscuit, que era considerado de tamaño pequeño y con rodillas nudosas para un purasangre.
Los defectos comunes de las extremidades delanteras incluyen base ancha y base estrecha, donde las patas están más separadas o más juntas en el suelo de lo que están en el pecho; dedos hacia adentro y hacia afuera, donde las pezuñas apuntan hacia dentro o hacia fuera; desviaciones de la rodilla hacia adelante (rodillas de cabra), hacia atrás (rodillas de ternera), hacia dentro (rodillas juntas) o hacia fuera (piernas arqueadas); cuartillas cortas o largas; y muchos problemas con los pies. Los defectos comunes de las extremidades traseras incluyen las mismas posturas de base ancha y base estrecha y problemas con los pies que las extremidades delanteras, así como múltiples problemas con el ángulo formado por la articulación del corvejón, que puede ser demasiado angulada (corvejón de hoz), demasiado recta (recto por detrás) o con una desviación hacia dentro (corvejón de vaca). Los caballos salvajes rara vez se encuentran con problemas graves de conformación en las patas, ya que los potros con estos defectos suelen ser presa fácil para los depredadores. Los potros criados por humanos tienen una mejor probabilidad de supervivencia, ya que existen tratamientos terapéuticos que pueden mejorar incluso problemas graves de conformación. Sin embargo, algunos de estos problemas de conformación pueden transmitirse a la descendencia, por lo que estos caballos son una mala elección para la cría.

## Claudicación y lesiones

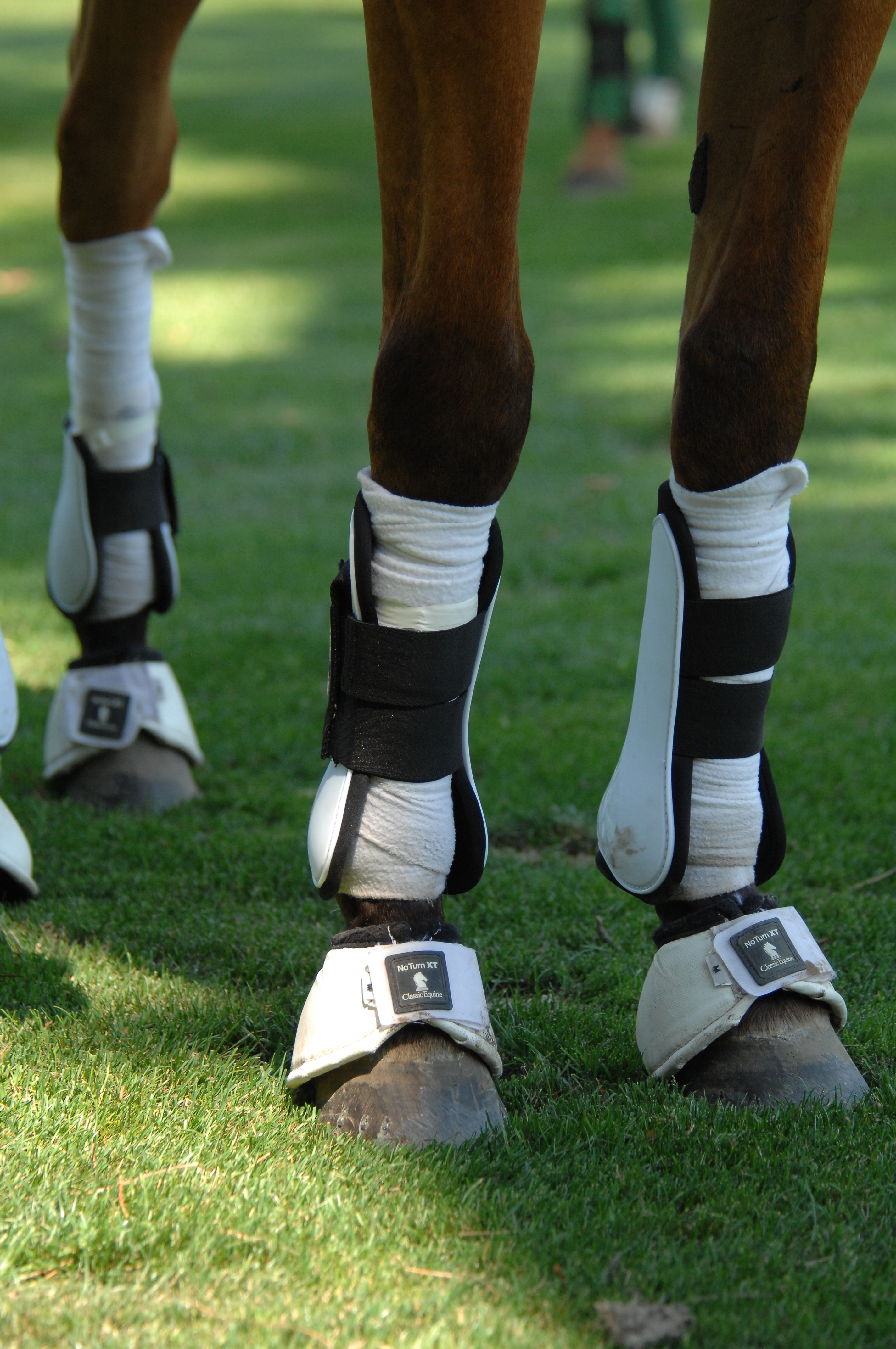
Un caballo de polo con las patas vendadas para protección

La claudicación en los caballos es el movimiento con una marcha anormal debido al dolor en cualquier parte del cuerpo. Se causa más comúnmente por dolor en las patas o los pies. La claudicación también puede ser causada por anormalidades en el sistema nervioso. Aunque los caballos con mala conformación y condiciones congénitas son más propensos a desarrollar claudicación, el trauma, la infección y las anormalidades adquiridas también son causas. La mayor causa de bajo rendimiento en atletas equinos es la claudicación causada por anormalidades en los sistemas muscular o esquelético. La mayoría de las claudicaciones se encuentran en las extremidades delanteras, con al menos el 95 por ciento de estos casos provenientes de problemas en las estructuras desde la rodilla hacia abajo. La claudicación en las extremidades traseras es causada por problemas en el corvejón y/o la rodilla en un 80 por ciento de los casos.
Hay numerosos problemas que pueden ocurrir con las patas de los caballos que no necesariamente causan claudicación. La acumulación de líquido es un problema que ocurre en caballos que permanecen en establos durante varios días después de períodos de actividad. El líquido se acumula en las patas inferiores, produciendo hinchazón y a menudo rigidez. Aunque generalmente no causa claudicación u otros problemas, los períodos prolongados de acumulación de líquido pueden provocar otros problemas cutáneos. Los caballos mayores y los caballos con musculatura pesada son más propensos a esta condición. Un forúnculo de herradura es una lesión que ocurre cuando hay un trauma en el saco bursal del codo, causando inflamación e hinchazón. Las ocurrencias múltiples pueden causar una llaga cosmética y tejido cicatricial, llamado codo tapado, o infecciones. Los forúnculos de herradura generalmente ocurren cuando un caballo golpea su codo con una pezuña o herradura al acostarse. Los vendavales, o hinchazón en la parte trasera del menudillo causada por la inflamación de las vainas del tendón flexor digital profundo, aparecen con mayor frecuencia en las patas traseras. Blandos y llenos de líquido, la hinchazón puede inicialmente ir acompañada de calor y dolor, pero puede permanecer mucho después de que la lesión inicial haya sanado sin acompañar claudicación. Las lesiones repetidas en la vaina del tendón, a menudo causadas por un entrenamiento excesivo o trabajo en superficies duras, pueden causar problemas mayores y claudicación.
Las lesiones en las patas que no son inmediatamente fatales aún pueden ser una amenaza para la vida porque el peso de un caballo debe distribuirse en las cuatro patas para prevenir problemas circulatorios, laminitis y otras infecciones. Si un caballo pierde el uso de una pata temporalmente, existe el riesgo de que las otras patas colapsen durante el período de recuperación porque están soportando una carga de peso anormal. Aunque los caballos periódicamente se acuestan por breves períodos de tiempo, un caballo no puede permanecer acostado en el equivalente al «reposo en cama» humano debido al riesgo de desarrollar llagas, daños internos y congestión.